# Liste der Kulturdenkmale in Kreba-Neudorf
In der Liste der Kulturdenkmale in Kreba-Neudorf sind die Kulturdenkmale der sächsischen Gemeinde Kreba-Neudorf verzeichnet, die bis Dezember 2018 vom Landesamt für Denkmalpflege Sachsen erfasst wurden (ohne archäologische Kulturdenkmale). Die Anmerkungen sind zu beachten.
Diese Aufzählung ist eine Teilmenge der Liste der Kulturdenkmale im Landkreis Görlitz.

## Kreba
| Bild                                    | Bezeichnung | Lage                              | Datierung | Beschreibung | ID       |
| --------------------------------------- | --- | --------------------------------- | --- | --- | -------- |
| Weitere Bilder                          | Rittergut Kreba (Sachgesamtheit) | Am Sportplatz 2, 4, 8, 10 (Karte) | 18. Jahrhundert | Sachgesamtheit Rittergut Kreba mit folgenden Einzeldenkmalen: Herrenhaus (Nr. 2), Turnhalle (Nr. 4), Gesindehaus (Nr. 8), Orangerie (Nr. 10), Toilettenhäuschen und Einfriedungsmauer (siehe Einzeldenkmal 09279005) sowie der Gutspark (Gartendenkmal); baugeschichtlich und ortsgeschichtlich von Bedeutung | 09303153 |
| Weitere Bilder                          | Herrenhaus (Nr. 2), Turnhalle (Nr. 4), Gesindehaus (Nr. 8), Orangerie (Nr. 10), Toilettenhäuschen und Einfriedungsmauer (Einzeldenkmale zu ID-Nr. 09303153)                                                            | Am Sportplatz 2, 4, 8, 10 (Karte) | Mitte 18. Jahrhundert (Herrenhaus); 1. Hälfte 19. Jahrhundert (Orangerie); 2. Hälfte 19. Jahrhundert (Gesindehaus); 1950er Jahre (Turnhalle und Toilettenhäuschen) | Einzeldenkmale der Sachgesamtheit Rittergut Kreba; baugeschichtlich und ortsgeschichtlich von Bedeutung | 09279005 |
| Direkt Bild zu diesem Denkmal hochladen | Wohnhaus in offener Bebauung | Bautzener Straße 3 (Karte)        | Ende 19. Jahrhundert | Regionaltypischer Klinkerbau mit Zierelementen, weitgehend ursprünglich im Aussehen erhalten, baugeschichtlich von Bedeutung | 09279009 |
| Direkt Bild zu diesem Denkmal hochladen | Zwei Seitengebäude eines ehemaligen Dreiseithofes, in einem Wäschemangel mit Beistelltisch | Bautzener Straße 6 (Karte)        | Ende 19. Jahrhundert | Zwei eingeschossige Seitengebäude, mit intaktem Verhältnis von Öffnung und Wand, regionaltypische Backsteinarchitektur. Im westlichen Bau eine Wäschemangel mit Beistelltisch der Firma Rentsch (Großröhrsdorf), um 1910. Die Rolle ist sehr gut erhalten und voll funktionsfähig, sowohl mit Handkurbel als auch elektrisch (wurde nachgerüstet). Die Firma Rentsch existiert in Großröhrsdorf seit 1869 und wurde 1908 durch Paul Rentsch übernommen. In dem anderen Seitengebäude (ehemalige Bäckerei) befindet sich noch ein Dreh-Lichtschalter aus Porzellan. Dieses sind wirtschafts- und sozialgeschichtliche Zeugnisse und solche der Alltagskultur, obendrein technische Denkmale. | 09279019 |
| Direkt Bild zu diesem Denkmal hochladen | Scheune und Seitengebäude eines Dreiseithofes | Bautzener Straße 11 (Karte)       | Um 1850 (Scheune); Ende 19. Jahrhundert (Seitengebäude) | Fachwerkscheune, Seitengebäude Backstein, weitgehend im ursprünglichen Aussehen erhalten, ortsstrukturprägender Dreiseithof, wirtschaftsgeschichtlich von Bedeutung | 09279018 |
| Direkt Bild zu diesem Denkmal hochladen | Ehemalige Schule | Bautzener Straße 14 (Karte)       | Um 1900 | Klinkerbau mit Ornamenten, baugeschichtlich von Bedeutung | 09279016 |
| Direkt Bild zu diesem Denkmal hochladen | Wohnhaus | Bautzener Straße 32 (Karte)       | Um 1900 | Womöglich ehemaliges Chausseehaus, baugeschichtlich und ortsgeschichtlich von Bedeutung | 09279017 |
| Direkt Bild zu diesem Denkmal hochladen | Scheune | Boxberger Straße 6 (Karte)        | Nach 1850 | Rasenerzstein, hochgradig ursprünglich erhalten, Relikt ländlicher Bauweise, baugeschichtlich von Bedeutung | 09278367 |
| Weitere Bilder                          | Pfarrhaus und Seitengebäude | Boxberger Straße 7 (Karte)        | 2. Hälfte 19. Jahrhundert (Seitengebäude); bezeichnet mit 1931 (Pfarrhaus)                                                                                         | Ortsgeschichtlich von Bedeutung, Fachwerk-Seitengebäude | 09279007 |
| Weitere Bilder                          | Dorfkirche und Kirchhof Kreba (Sachgesamtheit) | Boxberger Straße 11 (Karte)       | 18. Jahrhundert | Sachgesamtheit Dorfkirche und Kirchhof Kreba mit folgenden Einzeldenkmalen: Kirche, Grufthäuschen (Trebussche Gruft), Kirchhofmauer, Denkmal für die Gefallenen des Ersten Weltkrieges, drei Grabmale auf dem Kirchhof und sechs Epitaphien an der Kirchenwand (siehe Einzeldenkmal 09279006) und dem Kirchhof als Sachgesamtheitsteil; baugeschichtlich und ortsgeschichtlich von Bedeutung | 09303155 |
| Weitere Bilder                          | Kirche, Grufthäuschen (Trebussche Gruft), Kirchhofmauer, Denkmal für die Gefallenen des Ersten Weltkrieges, drei Grabmale auf dem Kirchhof und sechs Grabsteine an der Kirchenwand (Einzeldenkmale zu ID-Nr. 09303155) | Boxberger Straße 11 (Karte)       | 1685 (Kirche); 18. Jahrhundert (Grufthaus); 17./18./19. Jahrhundert (Grabmal); nach 1918 (Kriegerdenkmal)                                                          | Einzeldenkmale der Sachgesamtheit Dorfkirche und Kirchhof Kreba; baugeschichtlich und ortsgeschichtlich von Bedeutung | 09279006 |
| Direkt Bild zu diesem Denkmal hochladen | Wohnhaus und Seitengebäude eines Zweiseithofes | Feuerwehrweg 10 (Karte)           | 1908/1909 | Regionaltypische Backsteinbauten, hochgradig ursprünglich erhalten, baugeschichtlich von Bedeutung | 09279015 |
|                                         | Wasserturm | Hoyerswerdaer Straße (Karte)      | 1920er Jahre | Baugeschichtlich, ortsgeschichtlich und technikgeschichtlich von Bedeutung | 09279008 |
| Direkt Bild zu diesem Denkmal hochladen | Seitengebäude (Fachwerk) | Hoyerswerdaer Straße 2 (Karte)    | 19. Jahrhundert | Relikt ländlicher Holzbauweise, baugeschichtlich von Bedeutung | 09279012 |
| Direkt Bild zu diesem Denkmal hochladen | Schrotholzscheune | Hoyerswerdaer Straße 4 (Karte)    | Um 1800 | Erdgeschoss Schrotholz, Obergeschoss Fachwerk, regionaltypische Konstruktion, baugeschichtlich und wirtschaftsgeschichtlich von Bedeutung | 09279013 |
| Direkt Bild zu diesem Denkmal hochladen | Ehemaliger Gasthof (Poststation), Seitengebäude und Erdkeller | Hoyerswerdaer Straße 9 (Karte)    | Kern 1. Hälfte 18. Jahrhundert | Baugeschichtlich und ortsgeschichtlich von Bedeutung | 09279011 |
| Direkt Bild zu diesem Denkmal hochladen | Wohnhaus (Fachwerk) | Hoyerswerdaer Straße 12 (Karte)   | Um 1850 | Hochgradig ursprünglich erhalten, womöglich im Kontext zum ehemaligen Gasthof, baugeschichtlich und sozialgeschichtlich von Bedeutung | 09279010 |
| Direkt Bild zu diesem Denkmal hochladen | Wohnhaus (Umgebinde) und zwei Seitengebäude einer ehemaligen Schmiede | Schmiedeweg 3 (Karte)             | Nach 1800 | Baugeschichtlich und ortsgeschichtlich von Bedeutung | 09278999 |
| Direkt Bild zu diesem Denkmal hochladen | Häusleranwesen | Töpferecke 12 (neben) (Karte)     | 2. Hälfte 19. Jahrhundert | Hochgradig ursprünglich erhalten, regionaltypische Bauweise, baugeschichtlich und sozialgeschichtlich von Bedeutung | 09279014 |

## Lache
| Bild                                    | Bezeichnung                                                                                           | Lage                   | Datierung               | Beschreibung                                                                                               | ID       |
| --------------------------------------- | --- | ---------------------- | ----------------------- | --- | -------- |
| Direkt Bild zu diesem Denkmal hochladen | Fischerhaus (Rundholzbau)                                                                             | An der Lache (Karte)   | Vermutlich 1920er Jahre | Zeugnis der Teichwirtschaft, ortsgeschichtlich von Bedeutung                                               | 09277993 |
| Direkt Bild zu diesem Denkmal hochladen | Häusleranwesen mit kleinem Seitengebäude                                                              | An der Lache 6 (Karte) | Ende 19. Jahrhundert    | Beide Gebäude in Fachwerkbauweise, im Ort singulär, baugeschichtlich und sozialgeschichtlich von Bedeutung | 09279004 |
| Direkt Bild zu diesem Denkmal hochladen | Wohnhaus, Scheune und zwei Seitengebäude eines Vierseithofes, mit Handschwengelpumpe vor dem Wohnhaus | An der Lache 7 (Karte) | Bezeichnet mit 1891     | Regionaltypische Backsteinarchitektur, baugeschichtlich und sozialgeschichtlich von Bedeutung              | 09279003 |

## Neudorf
| Bild                                    | Bezeichnung                                                                                       | Lage                                                                           | Datierung                                                                     | Beschreibung | ID       |
| --------------------------------------- | ------------------------------------------------------------------------------------------------- | ------------------------------------------------------------------------------ | ----------------------------------------------------------------------------- | --- | -------- |
| Direkt Bild zu diesem Denkmal hochladen | Wegestein                                                                                         | (Neudorfer Heide, im Wald westlich von Kreba, Flur 26, Flurstück 6) (Karte)    | 19. Jahrhundert                                                               | Verkehrsgeschichtlich von Bedeutung | 09279031 |
| Direkt Bild zu diesem Denkmal hochladen | Wegestein                                                                                         | (Neudorfer Heide, im Wald westlich von Neudorf, Flur 26, Flurstück 33) (Karte) | 19. Jahrhundert                                                               | Verkehrsgeschichtlich von Bedeutung | 09279030 |
| Direkt Bild zu diesem Denkmal hochladen | Wegestein                                                                                         | (Neudorfer Heide, im Wald westlich von Neudorf, Flur 26, Flurstück 36) (Karte) | 19. Jahrhundert                                                               | Verkehrsgeschichtlich von Bedeutung | 09279029 |
| Direkt Bild zu diesem Denkmal hochladen | Wegestein                                                                                         | (Neudorfer Heide, im Wald westlich von Kreba, Flur 26, Flurstück 14) (Karte)   | 19. Jahrhundert                                                               | Verkehrsgeschichtlich von Bedeutung | 09279028 |
| Direkt Bild zu diesem Denkmal hochladen | Ländliches Wohnhaus                                                                               | Am Waldrand 5 (Karte)                                                          | Ende 19. Jahrhundert                                                          | Relikt regionaltypischer Backsteinarchitektur, baugeschichtlich von Bedeutung | 09279025 |
| Direkt Bild zu diesem Denkmal hochladen | Scheune eines Bauernhofes                                                                         | Amselweg 1 (Karte)                                                             | Ende 19. Jahrhundert                                                          | Fachwerkscheune in Konstruktion und Aussehen ursprünglich erhalten, Relikt ländlicher Bauweise in veränderter Umgebung, baugeschichtlich und wirtschaftsgeschichtlich von Bedeutung                                                | 09279021 |
| Direkt Bild zu diesem Denkmal hochladen | Wohnhaus in offener Bebauung                                                                      | Amselweg 6 (Karte)                                                             | 1920er Jahre                                                                  | Holzkonstruktion, Typenhaus von Christoph und Unmack, letztes im ursprünglichen Aussehen erhaltenes Exemplar in der Gemeinde, baugeschichtlich von Bedeutung                                                                       | 09279033 |
| Direkt Bild zu diesem Denkmal hochladen | Kontorhaus, Pförtnerhaus, Nebengebäude und Fabrikhallenvorbau der ehemaligen Pappenfabrik Mehling | An der Post 1 (Karte)                                                          | Nach 1910 (Kontorhaus und Pförtnerhaus); nach 1920 (Produktions-hallenvorbau) | Kontorhaus als neobarockes, im ursprünglichen Aussehen erhaltenes Gebäude, der Hallenvorbau neoklassizistisch (Tempelform), ebenfalls neoklassizistisch das Pförtnerhäuschen, baugeschichtlich und ortsgeschichtlich von Bedeutung | 09303154 |
| Direkt Bild zu diesem Denkmal hochladen | Fabrikantenvilla mit Garten, Gartenhaus und Einfriedung (Villa Mehling)                           | An der Post 2 (Karte)                                                          | Nach 1910                                                                     | Villa mit Anklängen an Reformstil, Eigentümer Pappfabrikant Walter Mehling, besonders innen mit reicher Ausstattung (z. B. Vertäfelungen), baugeschichtlich und ortsgeschichtlich von Bedeutung                                    | 09279026 |
| Direkt Bild zu diesem Denkmal hochladen | Wohnhaus mit Seitengebäude in Längsachse                                                          | Koseler Weg 1 (Karte)                                                          | 2. Hälfte 19. Jahrhundert                                                     | Hochgradig im ursprünglichen Aussehen erhalten, Relikt der originalen Ortsbebauung, baugeschichtlich und sozialgeschichtlich von Bedeutung                                                                                         | 09279023 |
| Direkt Bild zu diesem Denkmal hochladen | Wohnhaus                                                                                          | Lindenweg 9 (Karte)                                                            | Nach 1900                                                                     | Kontext zur ehemaligen Pappenfabrik, ortsgeschichtlich von Bedeutung | 09279020 |
|                                         | Denkmal für die Gefallenen des Ersten Weltkrieges                                                 | Nieskyer Straße (Ecke Am Waldrand) (Karte)                                     | Nach 1918                                                                     | Ortsgeschichtlich von Bedeutung | 09279024 |
| Direkt Bild zu diesem Denkmal hochladen | Wohnhaus und drei Seitengebäude eines Vierseithofes                                               | Nieskyer Straße 26 (Karte)                                                     | Um 1920                                                                       | Regionaltypische Backsteinarchitektur, in Aussehen und Struktur weitgehend erhalten, baugeschichtlich und straßenbildprägend von Bedeutung                                                                                         | 09279022 |

## Tschernske
| Bild                                    | Bezeichnung                                         | Lage                  | Datierung               | Beschreibung | ID       |
| --------------------------------------- | --------------------------------------------------- | --------------------- | ----------------------- | --- | -------- |
| Direkt Bild zu diesem Denkmal hochladen | Zwei Wirtschaftsgebäude des ehemaligen Vorwerks     | Dorfstraße 6 (Karte)  | Wahrscheinlich vor 1850 | Baugeschichtlich, ortsgeschichtlich und ortsbildprägend von Bedeutung | 09279002 |
| Direkt Bild zu diesem Denkmal hochladen | Wohnhaus und drei Seitengebäude eines Vierseithofes | Dorfstraße 14 (Karte) | Ende 19. Jahrhundert    | In seiner Gestalt vollständig erhaltenen, Backsteingebäude, baugeschichtlich und ortsbildprägend von Bedeutung | 09279001 |
| Direkt Bild zu diesem Denkmal hochladen | Wohnhaus und drei Seitengebäude eines Vierseithofes | Dorfstraße 24 (Karte) | Ende 19. Jahrhundert    | Backsteinarchitektur mit bescheidenen Zierformen, Segmentbogenstil, in Struktur und einheitlichem Aussehen weitgehend erhalten, integrativer Bestandteil der Ortsstruktur, regionaltypisches Aussehen, baugeschichtlich und ortsbildprägend von Bedeutung | 09279000 |

## Tabellenlegende
- Bild: Bild des Kulturdenkmals, ggf. zusätzlich mit einem Link zu weiteren Fotos des Kulturdenkmals im Medienarchiv Wikimedia Commons. Wenn man auf das Kamerasymbol klickt, können Fotos zu Kulturdenkmalen aus dieser Liste hochgeladen werden:
- Bezeichnung: Denkmalgeschützte Objekte und ggf. Bauwerksname des Kulturdenkmals
- Lage: Straßenname und Hausnummer oder Flurstücknummer des Kulturdenkmals. Die Grundsortierung der Liste erfolgt nach dieser Adresse. Der Link (Karte) führt zu verschiedenen Kartendiensten mit der Position des Kulturdenkmals. Fehlt dieser Link, wurden die Koordinaten noch nicht eingetragen. Sind diese bekannt, können sie über ein Tool mit einer Kartenansicht einfach nachgetragen werden. In dieser Kartenansicht sind Kulturdenkmale ohne Koordinaten mit einem roten bzw. orangen Marker dargestellt und können durch Verschieben auf die richtige Position in der Karte mit Koordinaten versehen werden. Kulturdenkmale ohne Bild sind an einem blauen bzw. roten Marker erkennbar.
- Datierung: Baubeginn, Fertigstellung, Datum der Erstnennung oder grobe zeitliche Einordnung entsprechend des Eintrags in der sächsischen Denkmaldatenbank
- Beschreibung: Kurzcharakteristik des Kulturdenkmals entsprechend des Eintrags in der sächsischen Denkmaldatenbank, ggf. ergänzt durch die dort nur selten veröffentlichten Erfassungstexte oder zusätzliche Informationen
- ID: Vom Landesamt für Denkmalpflege Sachsen vergebene, das Kulturdenkmal eindeutig identifizierende Objekt-Nummer. Der Link führt zum PDF-Denkmaldokument des Landesamtes für Denkmalpflege Sachsen. Bei ehemaligen Kulturdenkmalen können die Objektnummern unbekannt sein und deshalb fehlen bzw. die Links von aus der Datenbank entfernten Objektnummern ins Leere führen. Ein ggf. vorhandenes Icon  führt zu den Angaben des Kulturdenkmals bei Wikidata.